# Dragonfly (sonda espacial)
Dragonfly és una missió de la NASA i sonda espacial, que enviarà una aeronau d'ala giratòria robòtica a la superfície de Tità, la lluna més gran de Saturn. La missió estudiarà la química prebiòtica i l'habitabilitat planetària. Realitzarà enlairaments i aterratges verticals (VTOL) per moure’s entre llocs d’exploració.
Tità és únic per tenir una química rica en carboni, complexa i diversa a la superfície d’un satèl·lit dominat per gel d’aigua amb un oceà d’aigua interior, cosa que el converteix en un objectiu prioritari per a l'astrobiologia i els estudis sobre l'origen de la vida. La missió es va proposar l’abril de 2017 al programa New Frontiers de la NASA pel Laboratori de Física Aplicada (APL) Johns Hopkins i va ser seleccionada com una de les dues finalistes (de dotze propostes) el desembre de 2017, per a perfeccionar encara més el concepte de la missió. El 27 de juny de 2019, Dragonfly va ser seleccionada per convertir-se en la quarta missió del programa New Frontiers. Està previst que s'enlairi al juliol de 2028 i aterri a Tità al desembre del 2034.

## Visió general

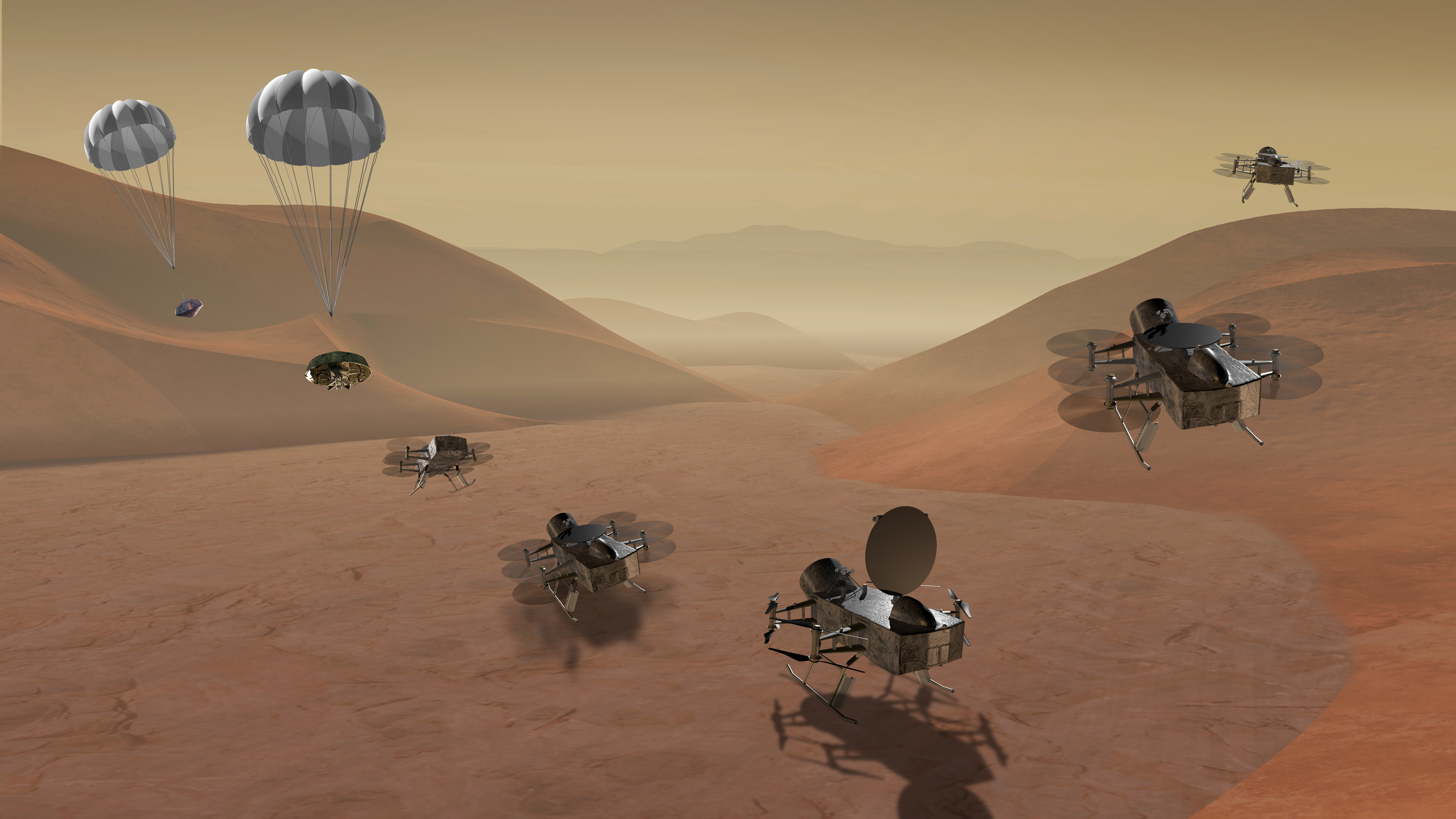
Il·lustració conceptual de la missió

Dragonfly és una missió astrobiològica a Tità per valorar la seva habitabilitat de microbis i estudiar la seva química prebiòtica en diverses localitzacions. Dragonfly està dissenyada per realitzar vols controlats i enlairaments i allunatges verticals entre diverses localitzacions. La missió implicarà vols a múltiples localitzacions diferents sobre la superfície, la qual cosa permetrà recollir mostres de diverses regions i contextos geològics.
Tità és un objectiu astrobiològic prioritari perquè la seva superfície conté una abundant química complexa rica en carboni i perquè sobre la seva superfície poden coexistir tant aigua líquida com hidrocarburs líquids, formant possiblement una sopa primordial prebiòtica.
Un vol exitós de Dragonfly el podria convertir en la segona aeronau d'ales giratòries en volar sobre un cos celestial diferent de la Terra, que seguiria així l'èxit del dron Ingenuity, un helicòpter no tripulat de demostració que va aterrar sobre el planeta Mart amb l'astromòbil Perserverance el 18 de febrer de 2021 com a part de la missió i que va realitzar el seu primer vol exitós el 9 d'abril de 2021.

## Disseny i construcció

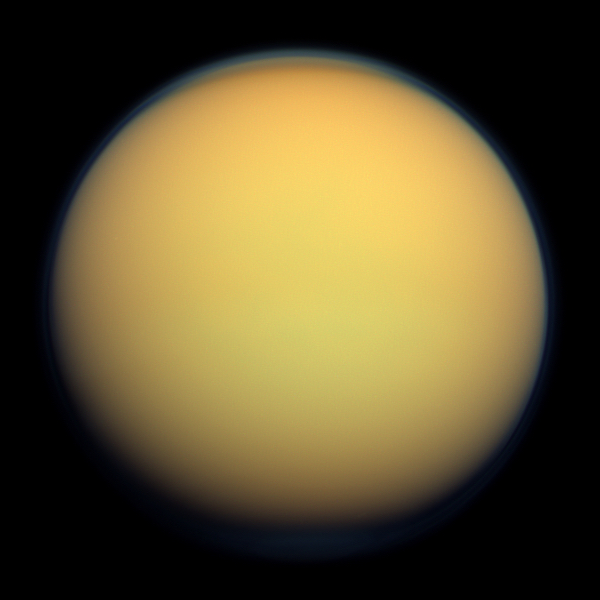
Comparant amb la Terra, Tità té una atmosfera densa i una gravetat baixa, dos factors que faciliten els vols propulsats.

Dragonfly serà un mòdul de descens tipus dron, molt semblant a un gran Quadrocòpter amb rotors dobles. El seu pes serà d'aproximadament 450 kg i estarà empaquetat dins d'un escut tèrmic de 3,7 m de diàmetre.
La configuració del rotor redundant permetrà que la missió toleri la pèrdua d'almenys un rotor o motor. Cadascun dels vuit rotors de la nau tindrà aproximadament un metre de diàmetre. L'aeronau viatjarà a uns 10 m/s o 36 km/h, i pujarà a una altitud de fins a 4 km.
El vol a Tità és aerodinàmicament benigne, ja que Tità té poca gravetat i poc vent, i la seva atmosfera densa permet una propulsió eficient del rotor. La font d'energia, un generador termoelèctric de radioisòtops, ha estat provada en múltiples naus espacials i l'ús extensiu de drons quadrúples a la Terra proporciona un sistema de vol ben entès que es completa amb algorismes per permetre accions independents en temps real. La nau serà dissenyada per operar en un entorn de radiació espacial i a temperatures promig de 94 K (−179,2 °C).
La densa atmosfera de Tità i la seva baixa gravetat fan que la potència de vol per a una massa determinada és un factor d'aproximadament 40 vegades menor que a la Tierra. L'atmósfera té 1,45 vegades la pressió terrícola i aproximadament quatre vegades la densitat del nostre planeta, la qual cosa facilitarà el vol, encara que les temperatures fredes, els nivells de llum més baixos i la resistència atmosfèrica més alta en el Fuselatge seran un desafiament per a la missió.
Dragonfly podrà volar deu quilòmetres amb cada càrrega de bateria i romandre a l'aire durant mitja hora cada vegada. Serà impulsat per una batería d'ions de liti, que serà recarregada per un generador termoelèctric de radioisòtops multimissió (MMRTG) durant la nit, com els ja instal·lats en altres sondes espacials.
El vehicle utilizarà sensors per explorar nous objectius científics i després tornarà al lloc original fins que els controladors de la missió aprovin des de la Terra noves destinacions d'allunatge. Les mostres de regolita s'obtindran mitjançant dos trepants d'adquisició de mostres i mànegues, una a cada tren d'allunatge, podent dipositar les mostres en l'espectòmetre de masses.
La nau romandrà a terra durant les nits, que a Tità duren al voltant de 8 dies terrestres o 192 hores. Durant la nit, les activitats poden incloure la recol·lecció i l'anàlisi de mostres, estudis sismològics com ara el diagnòstic de l'activitat de les ones en les mars d'hidrocarburs del nord del satèl·lit, escàner meteorològic i imatges microscòpiques locals fent ús d'il·luminadors LED.
La nau es comunicarà directament amb la Terra amb una antena d'alt espectre. Quant a la navegació, en no disposar Tità de GPS en òrbita o de camp magnètic per poder utilitzar una brúixola, caldrà fer ús de càmeres per orientar-se en els seus viatges pel satèl·lit.

## Objectius científics
Tità és similar a la Terra primitiva i pot subministrar claus de com es va orginar la vida a la Terra. El 2005, el mòdul de descens Huygens de l'Agència Espacial Europea va prendre algunes mesures atmosfèriques i de la superfície de Tità, detectant tolins, que són un barreja de diversos tipus d'hidrocarburs (un compost orgànic) a l'atmosfera i sobre la superfície. Atès que l'atmosfera de Tità enfosqueix la superfície en moltes longituds d'ona, roman essencialment desconeguda la composició específica dels hidrocarburs sòlids que es troben sobre la seva superfície. Està previst mesurar la composicó dels materials en diferents contextos geològics per tal de revel·lar quan lluny ha progressat la química prebiòtica en ambients que subministren ingredients claus per a la vida, com ara les pirimidines (bases utilitades per codificar informació en l'ADN i els aminoàcids, els blocs constructors de les proteïnes.
Àrees de particular interès són llocs on aigua líquida extraterrestre en fusió per impacte o per fluxes criovolcànics potencials puguin haver interactuat amb els abundants components orgànics. Dragonfly podrà explorar diversos llocs per tal de caracteritzar l'habitabilitat del medi ambient de Tità, investigar quan lluny ha progressat la química prebiòtica, i cercar indicis de vida basada en l'aigua com a element dissolvent i, fins i tot, hipotètics tipus de bioquímica.
L'atmosfera conté molt nitrogen i metà. Hi ha forta evidència que indica que existeix metà líquid sobre la seva superfície. També hi ha evidència que indica la presència d'aigua líquida i amoníac sota la superfície, que pot emergir a la superfície per fenòmens d'activitat criovolcànica.

## Lloc d'allunatge

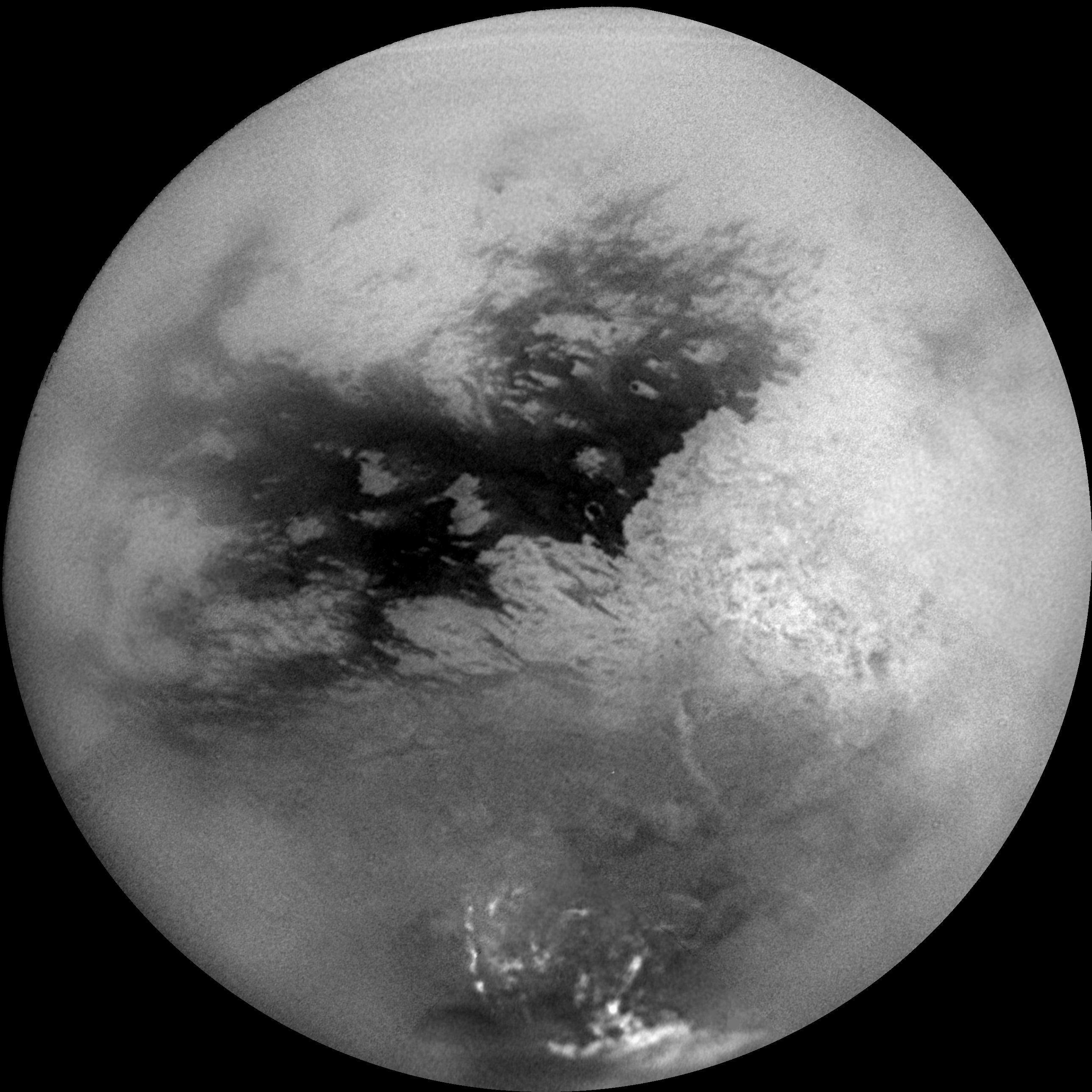
Shangri-La és la més gran, fosca regió en el centre d'aquesta imatge d'infrarojos de Tità.

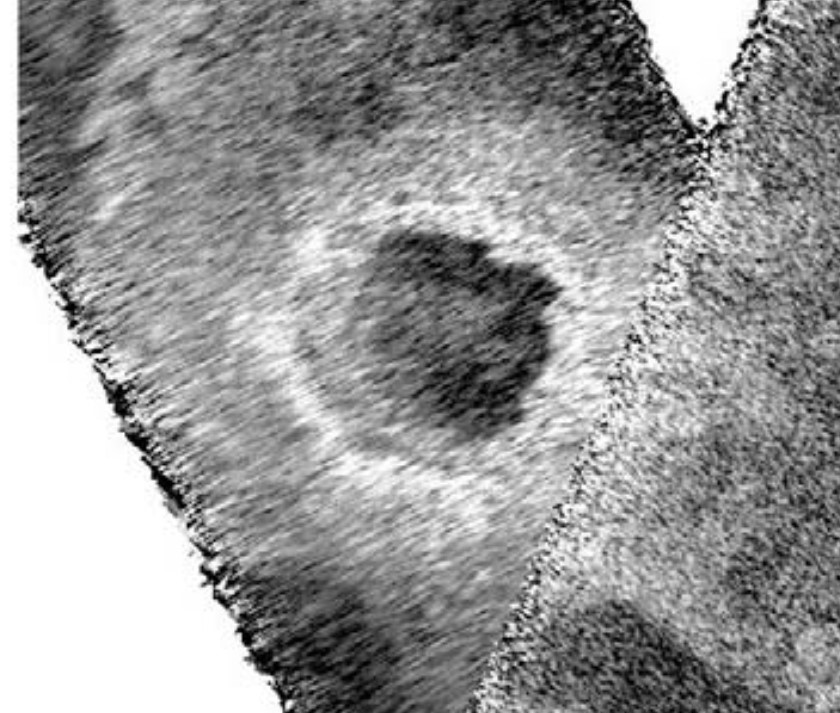
El cràter d'impacte Selk a Tità, segons imatge feta pel radar de l'orbitador de la Cassini, de 90 quilòmetres de diàmetre.

Dragonfly hauria d'allunar teòricament en unes dunes al sud-est del cràter Selk, en els límits d'una regió fosca anomenada Shangri-La, a Tità. Està previst explorar aquesta regió amb una sèrie de vols de fins a 8 km cadascun i realitzar mesures científiques en diverses localitzacions. Després de l'allunatge, s'ha planejat traslladar el dron al cràter Selk on, a més de compostos orgànics de tolins, hi ha evidència que hi va haver aigua líquida en el passat.
Selk és un cràter d'impacte geològicament jove de 90 km de diàmetre, ubicat a uns 800 km al nord-oest de la zona d'allunatge de la Huygens. Els mesuraments infrarojos i altres espectres realitzats per la sonda Cassini mostren que el terreny adjacent exhibeix una brillantor que suggereix diferències en l'estructura o composició tèrmica, possiblement causades pel criovulcanisme generat per l'impacte, consistent en un mantell de material ejectat, que ara seria aigua gelada. Una regió d'aquest tipus, que presenta una barreja de compostos orgànics i gel d'aigua, és un objetiu prioritari per avaluar fins a quin punt ha pogut progressar la química prebiòtica sobre la superfície de Tità.